# Squillace
Squillace – miejscowość i gmina we Włoszech, w regionie Kalabria, w prowincji Catanzaro. Według danych z 31 grudnia 2016 gminę zamieszkiwało 3642 osób.
W kaplicy miejscowej katedry znajdują się relikwie Achacego z Kapadocji świętego męczennika Kościoła Katolickiego jednego z Czternastu Świętych Wspomożycieli.